# Carrière du roc de Buffens
La carrière du roc de Buffens est une carrière située à Caunes-Minervois, en France.

## Localisation
La carrière est située sur la commune de Caunes-Minervois, dans le département français de l'Aude.

## Historique
L'édifice est inscrit au titre des monuments historiques en 2006.